# 大島卓 (経済学者)
大島 卓（おおしま たく）は、日本の経済学者。元城西国際大学大学院国際アドミニストレーション 研究科長・教授。元城西大学水田記念図書館長。元城西大学経済学部教授。

## 略歴
法政大学大学院社会科学研究科にて法学を専攻し修士課程修了。
その後、大阪市立大学助教授や米マサチューセッツ工科大学の客員研究員などを務め、城西大学経済学部教授となる。城西大学大学院経済学研究科長、同大学院経営学研究科長、同大学水田記念図書館長、校法人大学院センター副所長、城西国際大学大学院国際アドミニストレーション 研究科長・教授などを務めた。

## 専門分野
- 産業分析
- 日本経済分析